# Padre Hurtado

Isla de Maipo é uma comuna da Província de Talagante, na Região Metropolitana de Santiago, no Chile. Integra juntamente com as comunas de Alhué, Curacaví, Peñaflor, María Pinto, Melipilla, El Monte, Isla de Maipo, Talagante e San Pedro o Distrito Eleitoral N° 31 e pertence a 7ª Circunscrição Senatorial da XIII Região Metropolitana de Santiago.

Localização de Padre Hurtado na Grande Santiago.

Padre Hurtado é uma das comunas pertencentes a conurbação de Santiago, localizada fora da província de Santiago.
A comuna limita-se: a norte com Maipú; a leste com Calera de Tango; a sul com Peñaflor; a oeste com Melipilla e Curacaví.